# Die Tagebücher von Adam und Eva (2023)
Die Tagebücher von Adam und Eva (int. The Diaries of Adam and Eve) ist eine deutsche Fantasy-Filmkomödie von Franz Müller aus dem Jahr 2023. Der Spielfilm feierte am 25. Juni 2023 seine Uraufführung beim Filmfest München und kam am 23. Januar 2025 in die deutschen Kinos. Die Tagebücher von Adam und Eva basiert auf der gleichnamigen Romanvorlage von Mark Twain.

## Inhalt
Als plötzlich ein menschenartiges Wesen mit langen Haaren im Paradies auftaucht, ist Adam extrem überrascht. Eva nennt sich dieses Wesen und begleitet ihn nun überall hin. Außerdem stellt das Wesen unaufhörlich Fragen und entdeckt dann noch eine künstlerische Ader in sich. Adam dagegen erscheint Eva etwas naiv, doch seltsamerweise fühlt sie sich zu diesem etwas unbeholfenen Kerl hingezogen. Gemeinsam lernen sie mit der Zeit sich aufeinander einzulassen und eine Art von Zusammenleben zu führen. Beide finden heraus, dass sie unterschiedliche Stärken haben und sich gegenseitig ergänzen können. In dieser für sie ganz neuen Situation fangen Eva und Adam an, ihre Gedanken und Eindrücke in Tagebüchern zu notieren. Ihre Sichtweisen auf die erste Begegnung zwischen zwei Menschen fallen dabei sehr unterschiedlich aus. Während die beiden sich allmählich gegenseitig auf die Nerven fallen und schmähliche Dinge übereinander schreiben, entsteht etwas Unvorhergesehenes, und zwar ein ihnen bisher unbekanntes und neues Gefühl, die Liebe.
Evas und Adams Geschichten aus dem Paradies sind dabei mit Episoden aus der Gegenwart verbunden. In dieser werden verschiedene Paare gezeigt, die zueinanderfinden, sich lieben, sich hintergehen und die auseinandergehen. Begleitet wird das satirische Szenario von einem englischen Voice-Over, in welchem Eva und Adam Tagebucheinträge vorlesen.

## Produktion und Hintergrund
Die Tagebücher von Adam und Eva wurde von der Produktionsfirma Mizzi Stock Entertainment (Franz Müller und Eva-Maria Weerts) produziert und von der/m Beauftragten der Bundesregierung für Kultur und Medien und der Film- und Medienstiftung NRW finanziell gefördert. Der Film entstand außerdem in Zusammenarbeit mit Arte Deutschland und der Co-Produktion des Saarländischen Rundfunks. Die Dreharbeiten fanden vom 1. Mai 2018 bis zum 26. Oktober 2018 in der argentinischen Provinz Jujuy und in Berlin statt.

## Rezeption
Der Spielfilm wurde im Rahmen seiner bisherigen Festivalauswertung von der Fachpresse vorwiegend positiv besprochen.
So lobt Katrin Hillgruber bei artechock, dass Franz Müller mit „der Verfilmung seines Lieblingsbuchs in einem argentinischen Nationalpark“ „erneut ein Triumph der Phantasie gelungen“ sei, „unterstützt durch Chiara Minchios sagenhafte Kostüme.“ Weiter stellt sie fest, dass Müller „Adams und Evas Treiben unter ausladenden Wollperücken und in hautfarbenen Dessous“ mit „einer Berliner Gegenwartsebene“ kontrastiere: „Gewöhnung festigt die Liebe, lautet die These dieser hinreißenden Literaturverfilmung.“, so Hillgrubers Fazit. Auch der Filmjournalist Harald Mühlbeyer lobt den Film und sieht Müller außerdem als einen „der großen Filmemacher des Landes, der ziemlich unter dem Radar“ laufe und „Low Budget-Filme mit unglaublichem Einfallsreichtum und großer Inszenierungskraft“ realisiere. Mit einem kleinen Budget gelinge ihm mit Die Tagebücher von Adam und Eva eine fantasievolle Komödie, „eine originelle und eigensinnige Geschlechterkomödie, die auf neue und eigene Weise vom ewigen Thema“ erzähle.
Peter Gutting geht in seiner Kritik für film-rezensionen.de zunächst auf die Romanvorlage zum Film ein und beschreibt sie: „Der amerikanische Schriftsteller Mark Twain hat sich das ausgemalt und die Tagebücher von Adam und Eva geschrieben: ein hinreißend komischer Text, voller Ironie und Mann-Frau-Klischees, aber ebenso tiefgründig im Nachspüren nach dem Wesen der Liebe, die nicht auf den ersten Blick entsteht, sondern irgendwann in einem Prozess vieler Konflikte und Enttäuschungen.“ Franz Müller habe dann „das schmale Büchlein mit derselben kindlichen Freude verfilmt: am Rumspinnen und Fantasieren, aber auch an ernsthaften Einsichten, die mitten im Geblödel wie vom Himmel fallen.“, wie Gutting feststellt. Auch der Kritiker bewertet das geringe Budget als positiv für den Film und schreibt; „Sehr zu seinem Vorteil macht der Film aus seinem Low-Budget-Charakter keinen Hehl. Alles sieht irgendwie spontan zusammengebastelt aus: die Kostüme für die teils fantastischen Tierwesen, der kindlich gestaltete Mond und die stacheligen Sterne.“ Aber wenn man als Zuschauer Müllers Spielfilm Worst Case Scenario gesehen habe, wisse man, dass der Filmemacher Lust „am Improvisieren und an der Arbeit mit einfachen Mitteln“ habe.

## Auszeichnungen
- 2023: Förderpreis Neues Deutsches Kino – Nominierung für die Beste produzentische Leistung für Franz Müller und Eva-Maria Weerts
- 2023: Förderpreis Neues Deutsches Kino – Nominierung für die Beste schauspielerische Leistung für Jakob D'Aprile, Eurydice El-Etr und Belina Mohamed-Ali
- 2023: Film Festival Cologne – Nominierung für den Filmpreis NRW für Franz Müller
- 2024: achtung berlin Filmfestival – Nominierung für den Preis Bester Spielfilm für Franz Müller
- 2024: achtung berlin Filmfestival – Preis Bestes Kostümbild für Chiara Minchio